# Pseudopostega suffuscula
Pseudopostega suffuscula là một loài bướm đêm thuộc họ Opostegidae. Nó được miêu tả bởi Donald R. Davis và Jonas R. Stonis, 2007. Nó được tìm thấy ở provinces of Salta và Tucumán ở miền bắc Argentina.
Chiều dài cánh trước là 2.4–3 mm. Con trưởng thành bay từ tháng 11 đến tháng 1.